# Frederik Christian Danneskiold-Samsøe
 Der er flere personer med dette navn, se Frederik Christian Danneskiold-Samsøe (1798-1869).
Frederik Christian lensgreve Danneskjold-Samsøe (5. juli 1722 i København – 26. marts 1778 sammesteds) var en dansk godsejer, gehejmeråd, kammerherre, officer og generalpostdirektør.
Han var søn af grev Christian Danneskiold-Samsøes første ægteskab og er født den 5. juli (efter andre beretninger 5. juni) 1722, blev 1740 ritmester ved det 3. jyske kavaleriregiment og samme år kammerherre, 1746 virkelig ritmester ved det 2. jyske kavaleriregiment, 1748 oberstløjtnant, 1749 ridder af Dannebrog, 1752 første generalpostdirektør med en årlig indtægt af 1500 rigsdaler, 1758 gehejmeråd, 1763 ridder af ordenen l'union parfaite, 1766 gehejmekonferensråd, afskediget af Johann Friedrich Struensee den 5. januar 1771, kort før sin død 1777 ridder af Elefanten.
Fra 1754 af, da Gisselfeld Kloster efter Christian Gyldenløves enkes, Dorothea Krags, død trådte i virksomhed, blev han klosterets første overdirektør, i hvilken egenskab han havde adskillige vanskeligheder at bekæmpe, navnlig hidrørende fra ejendommens mådelige forfatning. Som generalpostdirektør fik han af kongen lov af opholde sig på Gisselfeld 7-8 måneder om året, så nogen stor rolle spillede han ikke i dette embede.
I året 1749 blev han gift med Nicoline Rosenkrantz (f. 1721, fik 1756 ordenen l'union parfaite, d. 7. februar 1771), datter af gehejmeråd, amtmand i Nyborg Christian Rosenkrantz til Skovsbo og Frederikke Louise f. Krag. Hans anden hustru, Frederikke Louise f. von Kleist (f. 1747, gift 1. juli 1771, d. 1814), datter af gehejmeråd, kammerherre, amtmand i Bredsted Christian Adam von Kleist og Sophie f. Rosenkrantz, var den førstes søsterdatter.
Danneskiold-Samsøe er begravet i Vor Frue Kirke. Han er portrætteret på familiebillede. Maleri af Peder Als 1750 på Gisselfeld. Barneportræt.